# Stenorhynchus (crabe)
Genre
Stenorhynchus est un genre de crabes de la famille des Inachidae.

## Liste des espèces
Selon Systema Brachyurorum :
- Stenorhynchus debilis (S. I. Smith, 1871)
- Stenorhynchus lanceolatus (Brullé, 1837)
- Stenorhynchus seticornis (J. F. W. Herbst, 1788) — Crabe flèche
- Stenorhynchus yangi Goeke, 1989

## Synonymie
- Stenorhynchus Smith, 1849 est un synonyme du genre Phrynobatrachus Günther, 1862
- le léopard de mer fut également classé sous le taxon Stenorhynchus leptonyx

## Référence
- Lamarck, 1818 : Histoire naturelle des animaux sans vertèbres. vol. 5. p. 1-612.

## Sources
- Ng, Guinot & Davie, 2008 : Systema Brachyurorum : Part I. An annotated checklist of extant brachyuran crabs of the world. Raffles Bulletin of Zoology Supplement, n. 17, p. 1–286.